# Agricultura natural coreana
La agricultura natural coreana (KNF) aprovecha los microorganismos indígenas (IMO) (bacteria, hongos, nematodos y protozoos) para producir suelos fértiles que producen un alto rendimiento sin el uso de herbicidas o pesticidas. El resultado es una mejora en salud del suelo, mejorando la marga, la inclinación y la estructura, atrayendo a un gran número de lombricess. KNF también permite la agricultura sin olores como el cerdo y las aves de corral sin necesidad de desechar efluentes. Esta práctica se ha extendido a más de 30 países, y es utilizada por individuos y granjas comerciales.

## Historia
Cho Han Kyu, o Cho Han-kyu, nacido en 1935 en Suwon, Provincia de Gyeonggi, Corea, inventó el método de Agricultura Natural Coreana. Cho terminó la escuela secundaria a la edad de veintinueve años, mientras trabajaba en la granja de su familia. En 1965, fue a Japón como estudiante de investigación agrícola durante tres años, y estudió el método de cultivo natural de tres profesores: Miyozo Yamagishi (en japonés: 山岸 巳代蔵), Kinshi Shibata (柴田 欣志) y Yasushi Oinoue (大井上 康).
A su regreso a Corea, Cho combinó sus nuevos conocimientos con el método de cultivo tradicional coreano y los métodos de fermentación, utilizados en alimentos coreanos como Kimchi, e inventó gradualmente lo que ahora llamamos Agricultura Natural Coreana, poniéndolo en práctica mediante la creación de un «Grupo de Estudio de Cosecha Abundante para Salvar Mano de Obra» en 1966. A medida que fue adquiriendo más práctica, abrió la Escuela de Vida Agrícola Natural y la Granja de Investigación en Condado de Goesan, Norte de Chungcheong, en 1995.
Las actividades internacionales de Cho se iniciaron muy pronto gracias a su contribución a las revistas y seminarios en el extranjero. Desde 1992, contribuyó con 21 artículos en la revista «Modern Agriculture» (en japonés: 現代農業) publicada en Japón y, en 1995, organizó un seminario a gran escala de una semana en Japón para los líderes de la todopoderosa Asociación Central de Cooperativas Agrícolas de Japón (農業協同組合中央会).  Cho, junto con su hijo, Cho Yongsang, ha celebrado desde entonces seminarios en varios países de África, Asia, América y  Europa. En 2014, han capacitado a más de 18 000 personas en el Janong Natural Farming Institute. Hoon Park trajo a KNF a Hawái desde Corea del Sur donde, como misionero, se dio cuenta de que los cerdos comercializados de KNF prácticamente no tenían olor.
En 2008, cambió el nombre de su escuela y laboratorio de agricultura natural a Cho Han-kyu Global Village Natural Farming Research Institute, o Janon Natural Farming Institute.

## Principios
La idea fundamental de KNF es fortalecer las funciones biológicas de cada aspecto del crecimiento de las plantas para aumentar la productividad y la nutrición. La biología reduce o elimina la necesidad de intervenciones químicas, ya sea para proteger contra la depredación y la competencia con otras plantas. Por ejemplo, el metabolismo de la OMI produce proteínas completas, mientras que los insectos prefieren las proteínas incompletas.
KNF evita el uso de productos de desecho como el estiércol, lo que reduce la posibilidad de transferir patógenos de los desechos a la cadena de producción de alimentos, aunque en condiciones de escasez de nitrógeno la adición de estiércol puede aumentar el rendimiento.
- Utilizar los nutrientes contenidos en las semillas
- Utilizar microorganismos autóctonos (OMI)
- Maximizar el potencial innato con menos insumos
- Evite los fertilizantes comerciales
- Evite labrar
- No usar ganado de desecho

## Microorganismos efectivos
KNF utiliza microorganismos aeróbicos. Las técnicas denominadas microorganismos eficaces utilizan predominantemente organismos anaeróbicoss.

## Microorganismos indígenas
KNF hace uso de los OMI para explotar todo el potencial del ecosistema en el que se cultivan los cultivos. Los beneficios potenciales incluyen el aumento de las tasas de descomposición de la materia orgánica del suelo, el aumento de la disponibilidad de nutrientes, la mejora del rendimiento de las plantas, la reducción de microorganismos patógenos y el aumento de las defensas de las plantas.
Los microorganismos benéficos pueden suprimir significativamente la actividad de patógeno fúngico en cultivos de cultivares de rododendros levemente susceptibles, pero los cultivares altamente susceptibles pueden incluso resultar dañados. Las OMI pueden reducir las pérdidas iniciales de rendimiento en la transición de la agricultura convencional a la orgánica, acelerando la recuperación del suelo. Los suelos agotados por el uso de insecticidas, fungicidas y herbicidas pueden haber reducido los microorganismos del suelo.
Una rizosfera sana contiene unos 7 millones de microorganismos por hectárea. Su rizoma contiene diversas especies y una concentración relativamente pequeña de microorganismos que dañan la vida vegetal y una cantidad relativamente grande de secreciones vegetales. El moho constituye el 70-75 %, las bacterias el 20-25 %, y los animales pequeños el resto. Los microorganismos contienen aproximadamente 70 kg de carbono y 11 kg de nitrógeno, similar a la cantidad de nitrógeno que se aplica típicamente como fertilizante.
|                                         | Minutos por generación | Generaciones por día | Temperatura | Proliferación por día |
| --------------------------------------- | ---------------------- | -------------------- | ----------- | --------------------- |
| Bacteria del ácido láctico              | 38                     | 38                   | 25          | 2.5×10¹¹              |
| Bacilo coliforme                        | 18                     | 85                   | 37          | 3×10²³                |
| Fijación libre de bacterias bacterianas | 110                    | 13                   | 25          | 8×103                 |
| Bacilo de heno                          | 31                     | 46                   | 30          | 6×1013                |
| Bacterias fotosintéticas                | 144                    | 10                   | 30          | 1×103                 |
| Hongo de levadura                       | 120                    | 12                   | 30          | 4×103                 |

### Ciclo de los nutrientes del suelo
Los nutrientes son absorbidos y depositados en un ciclo natural a menos que sean interrumpidos por la intervención humana. A medida que las plantas se pudren, el nitrógeno y el fósforo «detrítico» regresan al suelo. Los hongos y bacterias del suelo absorben estos nutrientes. El hongo y las bacterias son consumidos por los namatodos que se alimentan de hongos y bacterias, respectivamente. Estos nematodos son a su vez consumidos por nematodos depredadores omnívoros. En cada etapa, una parte del nitrógeno y del fósforo inorgánico se devuelve al suelo y es absorbido por la planta.

### Bacterias
Cuatro tipos de bacterias comunes en KNF incluyen bacterias del ácido láctico, bacterias púrpuras, Bacillus subtilis y levadura.

### Micorrizas
Las micorrizas son «raíces de hongos», una asociación mutualista entre hongos (Myco) del género Glomeromycota y raíces de plantas (rhiza). Esto proporciona una interfaz entre las plantas y el suelo. El hongo crece en las raíces de los cultivos y en el suelo, incrementando el sistema radicular en muchos miles de veces. Los hongos utilizan sus enzimas para convertir los nutrientes del suelo en una forma que los cultivos pueden usar y convertir los carbohidratos en enmiendas del suelo, «secuestrando» carbono. Millas de micorrizas se pueden encontrar en una sola onza de suelo. La inoculación micorrícica del suelo aumenta la acumulación de carbono del suelo mediante el depósito de glomalina, lo que aumenta la estructura del suelo al unir la materia orgánica a las partículas minerales. La glomalina le da al suelo su textura, flotabilidad y capacidad de absorción de agua. El biochar o carbón vegetal, alberga micorrizas en una miríada de pequeños agujeros. Otros impactos de las micorrizas incluyen una mayor captación de agua, una menor necesidad de agua (mayor resistencia a la sequía), una mayor resistencia a los patógenos y un aumento general del vigor de la planta.

### Nemátodos
Los nematodos como el nematodeare reniforme (Rotylenchulus reniformis) son a menudo vistos como dañinos para la agricultura y son un blanco frecuente de los pesticidas. Sin embargo, KNF afirma que el 99 % de los nematodos son beneficiosos e incluso consumen nematodos parásitos. Los nematodos herbívoros, fungivoros, bacterianos y omnívoros son participantes importantes en el ciclo de los nutrientes.
La labranza y otras prácticas de manejo del suelo afectan la variedad y las poblaciones de nematodos. La labranza de conservación beneficia a los bacterívoros y fungivoros, pero el índice de estructura (SI) no es diferente entre los cultivos de cobertura y los campos en barbecho. En unos experimentos simples de siembra directa y labranza en franjas no lograron mostrar aumentos en la estructura de la red alimenticia del suelo durante dos años, pero lo hicieron después de seis años. En el invernadero, el abono verde aumentó las poblaciones omnívoras y depredadoras. El desbroce de la cubierta vegetal del cáñamo solar, seguido de la trituración periódica de la superficie del suelo con residuos de cáñamo solar mejorados «SI» dentro de 2 ciclos de cultivo.

## Etapas de desarrollo de la planta
KNF postula tres etapas primarias del crecimiento de la planta. Cada etapa requiere un balance diferente de nutrientes.

### El crecimiento vegetativo
En la fase de crecimiento, la planta extiende sus raíces, ramas y follaje. El nutriente clave en esta etapa es el nitrógeno. KNF prefiere el uso de una preparación de aminoácidos de pescado para esta fase.

### Floración/reproducción
Una vez que la planta ha alcanzado el tamaño suficiente, la planta desvía su energía para hacer flores para atraer polinizadores. Los nutrientes clave en esta etapa son el calcio y el fósforo. KNF prefiere el uso de una preparación de jugo de planta fermentada y otras enmiendas para esta fase.

### Fructificación
Una vez que se completa la floración, la planta cambia su enfoque para llevar su fruto a la madurez completa. El calcio aumenta el tamaño y la dulzura de la planta y su fruto. KNF prefiere el uso de una preparación de cáscaras de huevo pulverizadas en BRV (?) para esta fase.

## Modificaciones
KNF utiliza una variedad de modificaciones para mejorar directamente el crecimiento de las plantas o para mejorar la proliferación de la OMI. Toda el agua permanece en un recipiente abierto durante varios días para permitir que el cloro y cualquier otro producto volátil se evapore. Las modificaciones se diluyen 500-1000/1 para su uso.

### Artículos fermentados
KNF ofrece una variedad de materiales para su uso en diferentes contextos. Los productos fermentados se producen en recipientes de vidrio o cerámica (no metálicos o plásticos) que se llenan a 2⁄3 o 3⁄4 de su capacidad y se cubren con papel o tela porosa. Emplean azúcar moreno como agente de fermentación. KNF no utiliza melazas que contengan exceso de humedad. La fermentación se realiza en una zona oscura y fresca y los resultados deben refrigerarse o mantenerse en un ambiente fresco. La temperatura ideal para la fermentación es de 23-25 °C (73-77 °F).

#### Zumo de fruta fermentado
El zumo de fruta fermentada (FFJ) utiliza el zumo de frutas cultivadas localmente con un contenido de azúcar relativamente alto, como el plátano, la papaya, el mango, la uva, el melón o la manzana. El FFJ de uvas y/o cítricos se debe usar solo en cultivos de uvas o cítricos, respectivamente.
FFJ es una fruta cortada en cubitos o triturada en una relación 65:1 con agua y 1:1 con BS/J (BS: Azúcar Rubia/J: Panela), fermentada durante 4-8 días con agitación periódica.

#### Jugo de planta fermentada
El jugo de plantas fermentadas (FPJ) proporciona material que las plantas exitosas han producido para reincorporarse a otras plantas. La FPJ utiliza una sola especie de maleza que florece en/alrededor de los campos que se están cultivando o las plantas que se van a cultivar allí, cosechadas en la mañana después de un día seco. La  verdolaga y la  consuelda han demostrado ser opciones efectivas.
Las capas de plantas picadas se alternan en capas de una pulgada con BS/J(BS: Azúcar Rubia/J: Panela). La presión aplicada después de cada capa minimiza apropiadamente la cantidad de aire.
Después de 7-10 días la mezcla está completamente licuada aunque cualquier sólido restante debe ser colado pora mejorar el resultado.
Las FPJ no son útiles en presencia de altas precipitaciones y/o altas condiciones de nitrógeno.

#### Aminoácidos de pescado
Los aminoácidos de pescado (FAA) proporcionan nitrógeno para mejorar el crecimiento temprano. Cabezas de pescado, tripas, espinas, etc. (preferiblemente atún u otro pescado de lomo azul), triturado para separar carne y hueso, se fermentan con una cantidad igual de BS/J(BS: Azúcar Rubia/J: Panela), posiblemente con papaya verde rebanada añadida.
Dos o tres cucharaditas de IMO3 pueden disolver cualquier grasa que se desarrolle en la superficie. La capa superior es una mezcla de BS/J(BS: Azúcar Rubia/J: Panela), IMO4, OHN, mineral A y paja de arroz.
La fermentación suele durar de 7 a 10 días.

#### Aminoácido de Kohol
El Aminoácido de Kohol (KAA por sus siglas en inglés) está hecho del caracol de kohol o caracol de manzana dorada, Pomacea canaliculataor que es una plaga introducida en las Filipinas que prolifera en los arrozales y consume plántulas jóvenes de arroz. El manejo adecuado del agua y el trasplante de las plántulas de arroz pueden mitigar sus efectos. Debido a su alto contenido de proteínas (12 %), el kohol puede utilizarse para fabricar una enmienda de cultivo conocida como aminoácido kohol (KAA), como alternativa a la FAA en regiones interiores que no tienen acceso a materiales de pescado asequibles. El Kohol tiene que ser retirado del arrozal de todos modos.
El kohol se fermenta de la manera habitual diluyendo con BS/J(BS: Azúcar Rubia/J: Panela) y agua y añadiendo IMO3, después de hervirlo para matar a los animales y separarlos de sus conchas. La fermentación dura de 7 a 10 días, después de los cuales se eliminan los sólidos restantes. Durante el almacenamiento, se añade BS/J adicional para alimentar a la OMI.

#### Maltosa
KNF maltosa está hecha de cebada germinada (malta). Luego, los brotes se trituran y se remojan repetidamente y se separan del agua. Luego, la malta sube a la superficie y se separa del agua y se fermenta.

#### Nutrientes de hierbas orientales
Los nutrientes a base de hierbas orientales (OHN) se fermentan por lavado, secas Angelica gigas,  corteza de canela y la  raíz de regaliz, Glycyrrhiza glabra, junto con el ajo y el jengibre.

#### Preparación y almacenamiento
Mientras que cada hierba se fermenta por separado, los resultados se combinan para su uso, en una proporción de dos partes de angélica por una parte de cada una de las otras cuatro.
El material puede fermentarse cinco veces, eliminando 2⁄3 del líquido después de cada ciclo.
El jengibre y el ajo deben triturarse (no molerse) para ayudar a la fermentación. Una hierba se mezcla con el vino de arroz en partes iguales y se fermenta durante 1-2 días. Se agrega BS/J igual a la cantidad de hierba y la mezcla se fermenta durante 5-7 días. Se agrega soju, vodka u otro alcohol destilado (30~35 %) igual a la mitad de la mezcla y la mezcla se fermenta durante 14 días.

#### Abono mixto fermantado
El compost mixto fermentado (FMC) es el resultado de la aplicación de técnicas KNF para convertir materiales de compost familiares en material rico en IMO con nutrientes fácilmente disponibles.
A finales del otoño, la actividad bacteriana disminuye y los microbios en fermentación florecen, produciendo azúcar y el mejor ambiente para el FMC.
Un lugar sombreado y protegido con buen drenaje en un suelo de tierra proporciona el mejor ambiente. El tamaño mínimo del lote es de 500 kg, para optimizar la fermentación.
El FMC incluye por lo menos un artículo cada uno del jardín (hojas caídas o frutas), arrozal (salvado de arroz, paja), campo (basura de torta de aceite o torta de frijoles y océano (algas marinas, desechos de pescado). La mayor parte del material es materia animal con alto contenido proteínico, con adición de materia vegetal. Durante la fermentación, se utiliza el volteo periódico para mantener las temperaturas por debajo de los 50 °C. El exceso de calor o humedad puede producir un olor desagradable, lo que indica que el lote está arruinado.
El compost húmedo mezcla IMO4 con tortas de aceite, desechos de pescado, harina de huesos y tortas de aceite de frijol y agua para alcanzar un nivel de humedad del 60 %, lo suficientemente húmedo como para que el material mantenga su forma cuando se exprime a mano. La mezcla produce hormonas como la  auxina (de la levadura y los hongos filamentosos), las giberelinas de los hongos rojos y las citoquinas de los gérmenes y las levaduras.
El compost seco fermenta los mismos ingredientes excepto el agua con fertilizante orgánico comercial durante 7-14 días.

#### El salvado de arroz / semilla de colza
Otro enfoque rodea una mezcla humedecida de salvado de arroz/ hoja de árbol 10: 1 con una mezcla 30: 4; 2: 1: 1 de mezcla de residuos de aceite de colza / desperdicio de pescado / harina de hueso / cáscara de cangrejo / torta de frijoles, modificada con insumos de KNF y humedecido hasta alcanzar el 50-60 % de contenido de humedad. La mezcla se cubre con paja de arroz rociada con WSP o biochar.

#### Bacterias ácidas lácticas
Las bacterias del ácido láctico (LAB) son anaeróbicas. En ausencia de oxígeno , metabolizan el azúcar en ácido láctico. LAB mejora la ventilación del suelo, promoviendo el rápido crecimiento de árboles frutales y vegetales de hoja.
El fermento LAB «agua de lavado de arroz» (agua que se ha usado para lavar arroz), produciendo un olor agrio cuando se completa, luego se diluye y se fermenta nuevamente con 3-10:1 con leche cruda (preferida) o pasteurizada. y fermentó por tercera vez después de eliminar los restos flotantes y jetsam y diluir con BS / J 1: 1.
La combinación de LAB con FPJ aumenta la efectividad.

### Minerales
KNF proporciona técnicas para convertir minerales esenciales como el calcio, el fósforo y el potasio en una forma adecuada para la absorción por las plantas, haciéndolas solubles en agua. Muchas fuentes minerales inorgánicas no pueden ser procesadas por las plantas.  Las soluciones resultantes pueden contener alérgenos.

#### Calcio soluble en agua
El calcio (Ca) es una sustancia común. Sin embargo, la mayoría existe en forma de carbonato de calcio CaCO3, que no puede ser absorbido directamente por las plantas.
El huevo, la almeja u otras cáscaras se pueden convertir en una excelente fuente de calcio soluble en agua y biodisponible (WSCA). El calcio adecuado previene el crecimiento excesivo, reafirma la fruta, prolonga la durabilidad, promueve la absorción del ácido fosfórico, ayuda a los cultivos a acumularse y utiliza nutrientes, es el componente principal en la formación de membranas celulares, permite una división celular suave y elimina sustancias dañinas mediante la unión con ácidos orgánicos.
Los signos de deficiencia de calcio incluyen raíces poco desarrolladas, descoloridas, hojas secas, vainas de frijoles vacías, mala maduración, carne suave, fragancia insuficiente. Las verduras de hoja pueden contraer Rhizoctonia, mientras que las verduras de raíz se vuelven esponjosas / huecas, carecen de azúcar y fragancia y carecen de durabilidad en el almacenamiento. El arroz y la cebada pueden mostrar bajo almidón, falta de brillo y fragancia y baja resistencia.
El WSCA (calcio soluble en agua y biodisponible) se produce asando y triturando las cáscaras de huevo limpias y guardándolas en BRV hasta que no haya burbujas. Las burbujas indican que el vinagre está reaccionando con la materia orgánica para producir CO2.

#### Fosfato de calcio soluble en agua
El fosfato de calcio es soluble en ácidos, pero insoluble en agua. Los huesos, incluidos los restos de FAA, se pueden convertir en una fuente de calcio, fosfato y otros minerales biodisponibles al hervirlos para crear un caldo de hueso tradicional. El caldo (comestible) se retira del residuo óseo y los huesos se queman al carbón a fuego lento. Los huesos se diluyen con 10x BRV y se sumergen hasta que el burbujeo se detiene (7-10 días).[24] [37]

#### Ácido fosfórico soluble en agua
El ácido fosfórico forma parte del núcleo celular y del sistema reproductor. El ácido fosfórico participa en la foto fosforización y el transporte de electrones en la fotosíntesis, el transporte de anabolitos y la síntesis de proteínas.
La deficiencia dificulta la división celular y la reproducción. Los síntomas aparecen primero en el pecíolo y en las venas de las hojas más viejas. Las hojas nuevas crecen lentamente y son de color oscuro. Se reduce la floración.
El ácido fosfórico soluble en agua KNF (WSPA) se produce quemando tallos de sésamo ricos en ácido fosfórico en carbón vegetal. El carbón vegetal se remoja en agua aireada para disolver el ácido.

#### Potasio soluble en agua
Aunque los suelos que han sido tratados con cal pueden tener potasio (K) sustancial, es decir, que puede estar en una forma insoluble. La deficiencia de potasio también puede ocurrir en suelos arenosos que tienen menos humus.
El potasio no se convierte en parte de la estructura de la planta, pero actúa para regular los balances de agua, el movimiento de los nutrientes y el azúcar, e impulsa la síntesis de almidón y proteínas y la fijación de nitrógeno de las leguminosas.[40] Antes de la fructificación, su función principal es crecer tejidos meristemáticos. K promueve la síntesis de enzimas fijadoras de dióxido de carbono, disminuye la resistencia a la difusión del CO2 en la hoja y activa varios sistemas de reacción enzimática.
El potasio es altamente móvil en las plantas. El contenido de potasio en las hojas disminuye rápidamente durante la fructificación, porque la fruta requiere una gran cantidad de él.
Los síntomas de la deficiencia de potasio incluyen tasas de crecimiento más bajas, tamaños de semillas y frutos más pequeños, sistemas radiculares reducidos, susceptibilidad a enfermedades y destrezas invernales y menor contenido y absorción de humedad y nitrógeno. La clorosis comienza a partir de hojas viejas después de que el potasio se mueve a otras partes de la planta. Sus bordes se vuelven de color marrón amarillento y aparecen como una mancha en medio de las hojas en algunas plantas.
El potasio soluble en agua (WSK) se elabora a partir de trozos pequeños de tallos de tabaco en agua durante 7 días y se diluye el resultado 30: 1 con agua

#### Agua de mar
El agua de superficie de baja salinidad y/o el agua salobre contienen microbios beneficiosos. La fermentación de esta agua (diluida 30:1 con agua dulce y de nuevo 200:1 con agua lavada con arroz), OHN y mugwort/dropwort diluida FPJ, descubierta, durante unos días aumenta las poblaciones microbianas.

#### Biocarbono
El biocarbono es un carbón poroso que ha sido diseñado para producir una gran superficie por unidad de volumen y pequeñas cantidades de resinas residuales. El biocarbono sirve como catalizador que mejora la absorción de nutrientes y agua por parte de las plantas. Su superficie y porosidad le permiten absorber o retener nutrientes y agua y proporcionar un hábitat de microorganismos.

#### Agua mineral bacteriana
Bacteria Mineral Water (BMW) remoja granito, piedra caliza, basalto, elvan y otras rocas basálticas junto con IMO4 para lixiviar minerales de las rocas, recirculando la salida con IMO4 refrescado para aumentar las concentraciones minerales.
El silicio se puede extraer del basalto en roca rocosa basáltica con agua oxigenada. El O2 reacciona con el silicio de la roca para formar SiO2 (vidrio). La roca se convierte en una suciedad rojiza. Las cantidades significativas de hierro reducido, Fe(II), y manganeso, Mn(II), presentes en las rocas basálticas proporcionan fuentes potenciales de energía para las bacterias.
Los BMW son abundantes minerales y oligoelementos. Promueve el crecimiento de las plantas, mejora la capacidad de almacenamiento y desodoriza el estiércol.

### Suelo
En KNF el suelo existente es modificado por una mezcla de microorganismos cultivados, biocarbón y medios de crecimiento. Los microorganismos aceleran la conversión de compuestos orgánicos y otros nutrientes de plantas y animales muertos en una forma fácilmente absorbible. Los productos pueden incluir antibióticos, enzimas y ácidos lácteos que pueden suprimir enfermedades y promover condiciones de suelo saludables.
El enfoque básico se desarrolla en cuatro pasos, cada uno de los cuales produce una enmienda utilizable. El proceso dura de 3 a 4 semanas.[45]

#### Reclutamiento de microorganismos (IMO1)
Una caja de madera o cartón recubierta de tela que contiene arroz al vapor bastante seco y algunas hojas de bambú en una zona sombreada y protegida de la lluvia durante 4-5 días atrae y nutre a los microorganismos locales. Los microorganismos de una altitud algo mayor que la de los campos objetivo tienden a ser más robustos. El reclutamiento exitoso se indica por la presencia de una pelusa blanca. El negro, el verde u otros colores prominentes indican cepas no deseadas, que requieren un reinicio.[46][13] La mezcla de cultivos de diferentes lugares, la exposición al sol y el clima aumenta la diversidad.[46]
Otras maneras de recoger la OMI incluyen llenar con arroz el núcleo hueco de un tocón de bambú recién cortado[47] o colocar la caja de recolección en un arrozal después de la cosecha.[48]

#### Nutrición BS / J (IMO2)
Diluir el arroz «habitado» con una cantidad igual de BS/J o jaggery proporciona alimento para el crecimiento de microorganismos. Después de que los microorganismos consumen el azúcar (7 días),[49] el resultado puede ser utilizado inmediatamente o almacenado.[50]

#### Caz de trigo (IMO3)
Una mezcla de 40 mililitros de IMO2 con 16 ml de BRV, 16 ml de FPJ y 40 ml de OHN con 30 libras de harina de trigo o salvado de arroz humedecido con 20 litros de agua proporciona un medio para un mayor cultivo de IMO. El resultado se puede ampliar con 4 litros de biocarbón. El biochar altamente poroso proporciona un hábitat superior para el florecimiento de IMO y retiene carbono en el suelo.[13]
IMO3 es fermentado en surcos de 12 pulgadas de alto sombreados durante 7 días, protegido de la lluvia y cubierto con esteras de paja o bolsas gunny, girando según sea necesario para asegurar que su temperatura interna permanezca alrededor de 110 °F (43 °C).[13] El nivel de humedad de la mezcla resultante debe ser de aproximadamente 40 %.[16]
Los diluyentes alternativos son el salvado de arroz o la harina de arroz.[17]

#### Suelo (IMO4)
Diluir IMO3 con una cantidad igual de suelo, la mitad del campo y la otra mitad de un área localmente fértil permite que los microorganismos alcancen un área mayor.[13]

#### Mezcla alternativa (IMO-A)
Otra fuente recomienda una mezcla alternativa para cada hectárea de la siguiente manera:[51]
| Ingrediente         | Cantidad |
| ------------------- | -------- |
| IMO - 2             | 1,250 ml |
| FPJ                 | 1,250 ml |
| OHN                 | 1,250 ml |
| BRV                 | 1,250 ml |
| LAB                 | 750 ml   |
| WSCP                | 750 ml   |
| FAA                 | 750 ml   |
| Biochar             | 125 kg   |
| Suelo               | 1250 kg  |
| Agua salada         | 7.5 l    |
| Agua                | 500 l    |
| Estiércol de corral | 2500 kg  |

## Aplicaciones

### Enriquecimiento del suelo
IMO3 o IMO4 pueden distribuirse de manera fina en un campo, cubrirse con una capa de mantillo para retener la humedad y proporcionar un ambiente oscuro para un mayor crecimiento de la OMI.
IMO-A debe aplicarse 7 días antes de la siembra, 2-3 horas antes de la puesta del sol y unas horas después de la mezcla. Para campos improductivos, aplicar 14 días antes de la siembra.
LAB, diluido en una proporción 5-10000: 1, solubiliza el fosfato en el suelo acumulado de fosfato y ayuda a la descomposición del fosfato.
La sal secada al sol se puede aplicar al suelo a 5 kg por cada 10 acres.

#### Fertilizantes
El FMC se aplica 2-3 horas antes de la puesta del sol en un día nublado y cubierto con tierra / mantillo o ligeramente arado con una azada rotatoria de 1 a 2 pulgadas,  y se agregan los nutrientes y microorganismos al suelo agotado. Alternativamente, el FMC puede producir un fertilizante líquido al colocarlo en una bolsa de tela e inmersión en agua con otras aportaciones KNF.

### Fertilización foliar
Otros insumos se aplican directamente a través de alimentación foliar a cultivos en diferentes etapas de desarrollo del cultivo. La entrega foliar reduce la cantidad de nutrientes requeridos, ya que se entregan directamente a la planta. Las plántulas jóvenes con sistemas radiculares más pequeños todavía pueden alimentarse eficazmente durante la etapa reproductiva, cuando la actividad de las raíces disminuye. La absorción foliar de nutrientes durante la etapa reproductiva aumenta debido a la disminución de la actividad de las raíces y a la capacidad de modificar las entradas de nutrientes en consecuencia.
Los nutrientes como el fósforo, el potasio y los micronutrientes se adhieren fácilmente al complejo del suelo, por lo que no están disponibles para los cultivos. Los nutrientes más solubles, como el nitrógeno, se lixivian fácilmente del suelo y terminan contaminando las aguas subterráneas o los arroyos.

#### Semillas y plántulas
KNF prepara las semillas para plantar remojándolas en una mezcla de 2 partes de FPJ, 2 partes de BRV, 1 parte de OHN en 1000 partes de agua.
Remoje las semillas de germinación rápida como nabo, col y frijol durante 2 horas.
Remoje las semillas que germinan como pepino, melón, loto y calabaza durante 4 horas.
Remoje las semillas de germinación lenta como el arroz, la cebada y el tomate durante 7 horas.
Remoje otras semillas como papa, jengibre, ajo y taro por 0.5-1 horas.
Las plántulas subdesarrolladas pueden ser tratadas con 1 ml de FAA añadido a esta mezcla. Las plántulas sobredesarrolladas pueden ser tratadas con 1 ml de WSCA añadido a la mezcla.

#### Crecimiento vegetativo
Inicialmente, la FPJ (diluida 1000:1) de la artemisa (Artemisia vulgaris) y brote de bambú ayuda a que los cultivos se vuelvan resistentes al frío y crezcan rápido y fuerte. Más tarde las plantas de arrecife, agua o pantano, con un tallo firme ayudan a proporcionar nitrógeno (diluido 800/1000:1)..
La FAA rica en nitrógeno puede apoyar el crecimiento vegetativo de las plantas. En el caso de las hortalizas de hoja, es posible utilizar FAA continuamente para aumentar el rendimiento y mejorar el sabor y la fragancia. Los aminoácidos ayudan a controlar los ácaros y la mosca blanca de los invernaderos (Trialeurodes vaporariorum').
WSCA rociado en las hojas mejora el crecimiento. La LAB ayuda a aumentar la fruta y el tamaño de las hojas, pero la cantidad de LAB utilizada debe reducirse en etapas de crecimiento posteriores.

#### Floración
Use FFJ de uva, papaya, morera o frambuesa en cultivos frutales para proporcionar ácido fosfórico..
Alternativamente, aplique WSPA (diluido 200:7) o una mezcla de WSPA y WSCA. WSCA ayuda a la planta a acumular nutrientes en los botones florales, mejorando los rendimientos futuros y la calidad de los frutos.
Usar agua de mar para el tratamiento de plántulas de cebollas, puerros grandes y ajo.

#### Fructificación
WSCA y FFJ de manzana, plátano, mango, papaya, melocotón y uva mejoran el sabor y la firmeza de la fruta.
El agua de mar fermentada aumenta el contenido de azúcar de la fruta y mejora la maduración. El agua de mar fermentada previene y controla la antracnosis.

### Cría de animales
El suelo cultivado se puede utilizar en un pocilga o gallinero. Convierte excremento en tierra y por lo tanto permite que la porqueriza opere sin las emisiones nocivas que han afectado la producción porcina desde que comenzó la agricultura. Sin efluentes, la pocilga ya no atrae a las moscas y no requiere una limpieza periódica. No se utiliza ninguna ventilación especial. Los corrales se colocan con aserrín y astillas de madera con IMO para romper el estiércol. los cerdos y perros pueden alimentarse  con desechos agrícolas.
LAB mezclado con FPJ y opcionalmente WSCA puede ser usado como agua potable para el ganado, para ayudar con la digestión.
El agua de mar fermentada mezclada con BRV y WSC y dada a los pollos puede ser usada para prevenir la pérdida de plumas en los pollos durante el verano..

### Compostaje
El LAB puede reducir el daño al compost al neutralizar el gas amoníaco producido por el compost inmaduro.

### Manejo de plagas
El FPJ y / o el FFJ diluido con salvado de arroz y agua pueden atraer preferentemente plagas lejos de los cultivos.
Los áfidos se pueden controlar con 0.7 litros de agua jabonosa mezclada con 20 litros de agua. Alternativamente, puede utilizarse HPW. Aplicar sobre la planta como un spray foliar.
Para controlar los ácaros, diluir el agua de jabón 20x con agua. Alternativamente, utilizar HPW.

### Atrayentes de insectos
Los atrayentes de insectos KNF son métodos no tóxicos de control de plagas. Durante la temporada de puesta de huevos.
Los dispositivos AIA y FIA se instalan a la altura de frutas u hojas en y alrededor del campo. Por lo general, se emplean durante el pico del crecimiento reproductivo de las plantas frutales y durante el crecimiento vegetativo de las hortalizas de hoja.

#### Aromático
Un «Atrayente de Insecto Aromático» (AIA) es una mezcla de alcohol y vino de arroz o brandy y FFJ o FPJ (diluido 300: 1) en un recipiente abierto colgado cuando las plagas ponen sus huevos.

#### Fluorescente
Un Atrayente de Insectos Fluorescentes (FIA, por sus siglas en inglés) utiliza una lámina de zinc doblada en forma de «L» colgada de manera que el lado más corto actúa como un techo y el otro lado cuelga verticalmente. Una  luz fluorescente cuelga verticalmente de la esquina de la lámina para atraer plagas. Un cuenco lleno de agua que contiene unas pocas gotas de gasolina o queroseno y cuelga debajo de la luz para matar a los insectos que se queman.

### Agua jabonosa y agua de pimiento picante
El agua jabonosa (SoWa) y el agua de pimienta caliente (HPW) se utilizan para controlar los áfidos y ácaros. Cuando se aplica agua jabonosa en forma de pulverización foliar, la luz del sol evapora el agua. La evaporación, la pérdida de calor y la condensación matan a las plagas.
SoWa es jabón de lejía picado, hervido en agua para hacer una sopa espesa y luego diluido.
HPW es pimiento picante picado, hervido y diluido.

## Experimentos

### Estados Unidos
En Hawái, la productividad de los cultivos se duplicó con el uso de KNF, a la vez que se reducía el uso de agua en un 30 % y se eliminaba el uso de pesticidas. El pasto de caña demostró ser un cultivo de cobertura superior en los campos degradados de Hawái.

### Corea del Sur
La agricultura natural fue adoptada por el gobierno de Corea del Sur después de pruebas exitosas de cultivo de arroz en un condado, donde cada agricultor siguió la práctica. Aumentaron los rendimientos, ahorraron dinero en insumos y obtuvieron una prima de precio. Los ríos y las aguas costeras experimentaron beneficios ambientales.
Una cooperativa de 40 productores de fresas utilizó KNF exclusivamente en invernaderos de 300 pies de largo, produciendo una mayor producción y obteniendo un precio más alto.
En otro experimento, los agricultores de todo un condado utilizaron KNF para ser autosuficientes, con cada granja criando 500 pollos, 20 cerdos y 5 vacas de carne.

### Mongolia
En el desierto de Gobi en Mongolia, el viento fuerte y las lluvias mínimas derrotaron tres intentos de plantar árboles. Con KNF, los árboles tuvieron una tasa de supervivencia del 97 % y para el 2014 habían alcanzado los 20 pies de altura. El maíz y los pastos de los corrales proporcionan alimento para el ganado. El cultivo de sandía proporciona un ingreso estable a los agricultores de la zona.

### China
El ejército chino alimenta a sus miembros con recursos propios. Para los Juegos Olímpicos de Pekín, trajo cerdos a la ciudad, desencadenando violentas protestas por el olor. Luego envió a dos funcionarios a Corea del Sur para estudiar la agricultura natural. Las técnicas KNF eliminaron con éxito el olor. La Universidad de Pekín ofrece actualmente programas de maestría y doctorado en KNF.